# 糯米糍

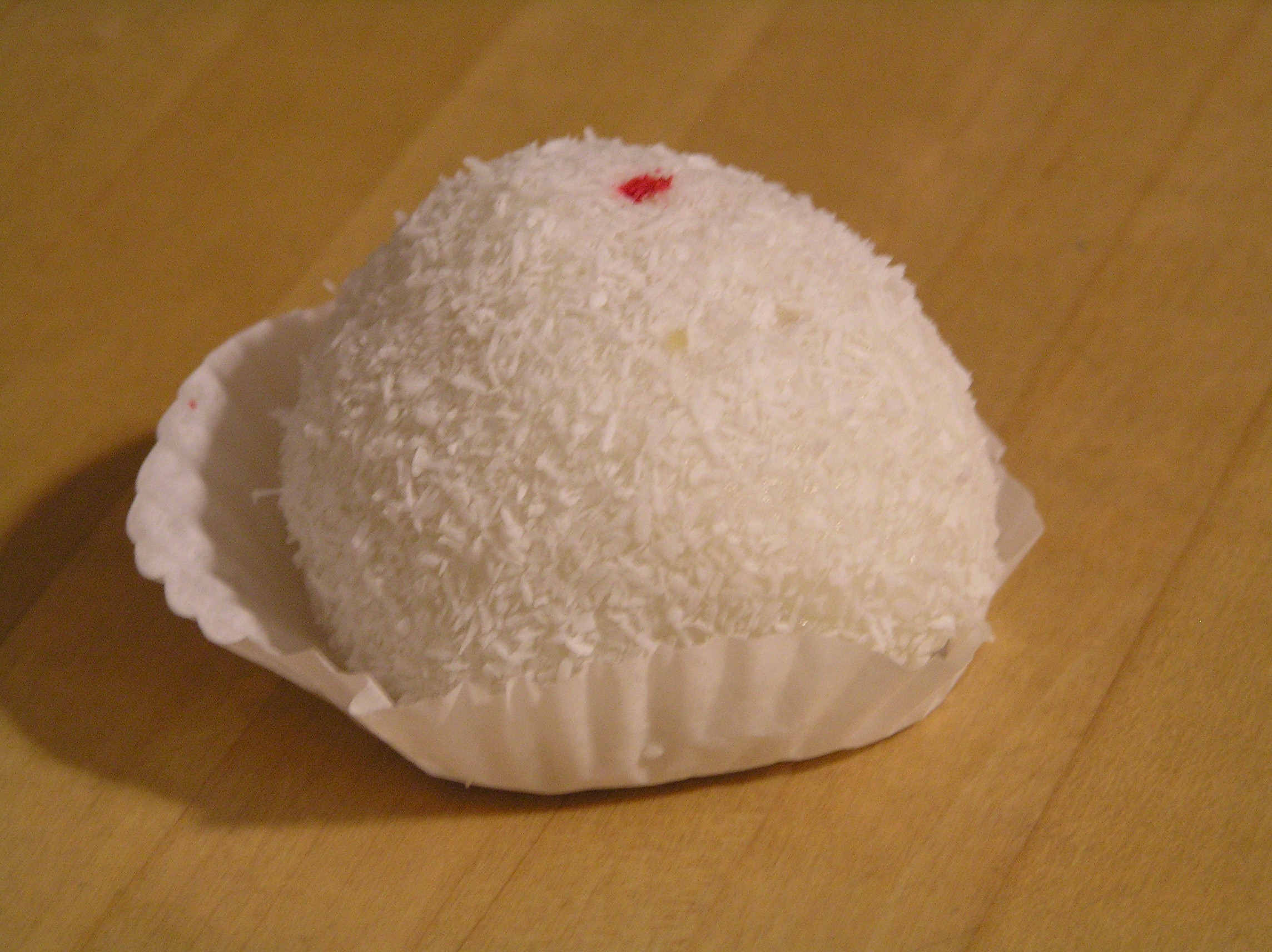
糯米糍

糯米糍（又寫作糯米餈），也叫糯米糰，是一種流行於广东、香港、澳门以及台灣的甜品。糯米糍與日本麻糬為相近食品，甚至兩者基本上一樣，只是各地配方可能有些許分別，所以叫法有所不同。糯米餈與麻糬的材料主要都是糯米粉團，一般會有豆沙、蓮蓉或花生的餡料在內，也有較特別的餡料，如芝士、芝麻、抹茶、草莓、芒果、榴蓮等。但亦有不放任何餡料的。製法主要是將糯米粉、砂糖混合製成粉團（有時會加入椰漿），再選擇是否包入餡料，然後蒸熟，放涼後可以選擇沾上椰絲或木薯粉即可製成。
糯米糍又稱為狀元糍，是一種流行於华南以及香港的小食。糯米糍以糯米為主料，糯米糍是食用、待客，作為饋贈親友的好禮物。
香港糯米糍變化多端，除了花生，豆沙，芝麻等傳統口味外，亦有內餡包裹麥提沙、奶醬等。